# Giuseppe Ottaviani
Giuseppe Ottaviani, italijanski trance producent in DJ, * 1978, Viterbo, Italija.
Giuseppe je nekdanji član trance dua Nu-NRG. Od leta 2005 nastopa samostojno.